# Pedro de Salazar Gutiérrez de Toledo
Pedro de Salazar Gutiérrez de Toledo (Málaga, 11 de abril de 1630 - Córdova, 15 de agosto de 1706) foi um cardeal do século XVII.

## Biografia
Nasceu em Málaga em 11 de abril de 1630. De família pobre e obscura. Seu sobrenome também está listado como Salazar y Arciniega.
Entrar na Ordem de Nossa Senhora da Piedade (Mercenários). Estudou nas casas de formação da Ordem.
Ordenado ao sacerdócio (sem data). Em sua ordem, leitor de filosofia e teologia; secretário do mestre geral; e mestre geral. Pregador real. Qualificador da Inquisição.
Eleito bispo de Salamanca, em 2 de junho de 1681. Consagrado, em setembro de 1681, na Capela Real de Madri, por Juan Asensio Barrios, O. de M., bispo de Ávila.
Criado cardeal sacerdote no consistório de 2 de setembro de 1686. Transferido para a sé de Córdoba em 16 de setembro de 1688. Não participou do conclave de 1689, que elegeu o Papa Alexandre VIII. Recebeu o gorro vermelho e o título de S. Croce in Gerusalemme, em 14 de novembro de 1689. Embaixador da Espanha perante a Santa Sé; nunca ocupou o cargo porque o duque de Medinacelli, seu antecessor, preferiu manter o cargo. Participou do conclave de 1691, que elegeu o papa Alexandre VIII. Não participou do conclave de 1700, que elegeu o Papa Clemente XI.
Morreu em Córdoba em 15 de agosto de 1706. Exposto e enterrado na catedral de Córdoba.